# 230 (عدد)
230 هو عدد صحيح  طبيعي بين 229 و231

## في الرياضيات

### خصائص
- 230 عدد زوجي
- 230 عدد ناقص